# ونورچپارکن

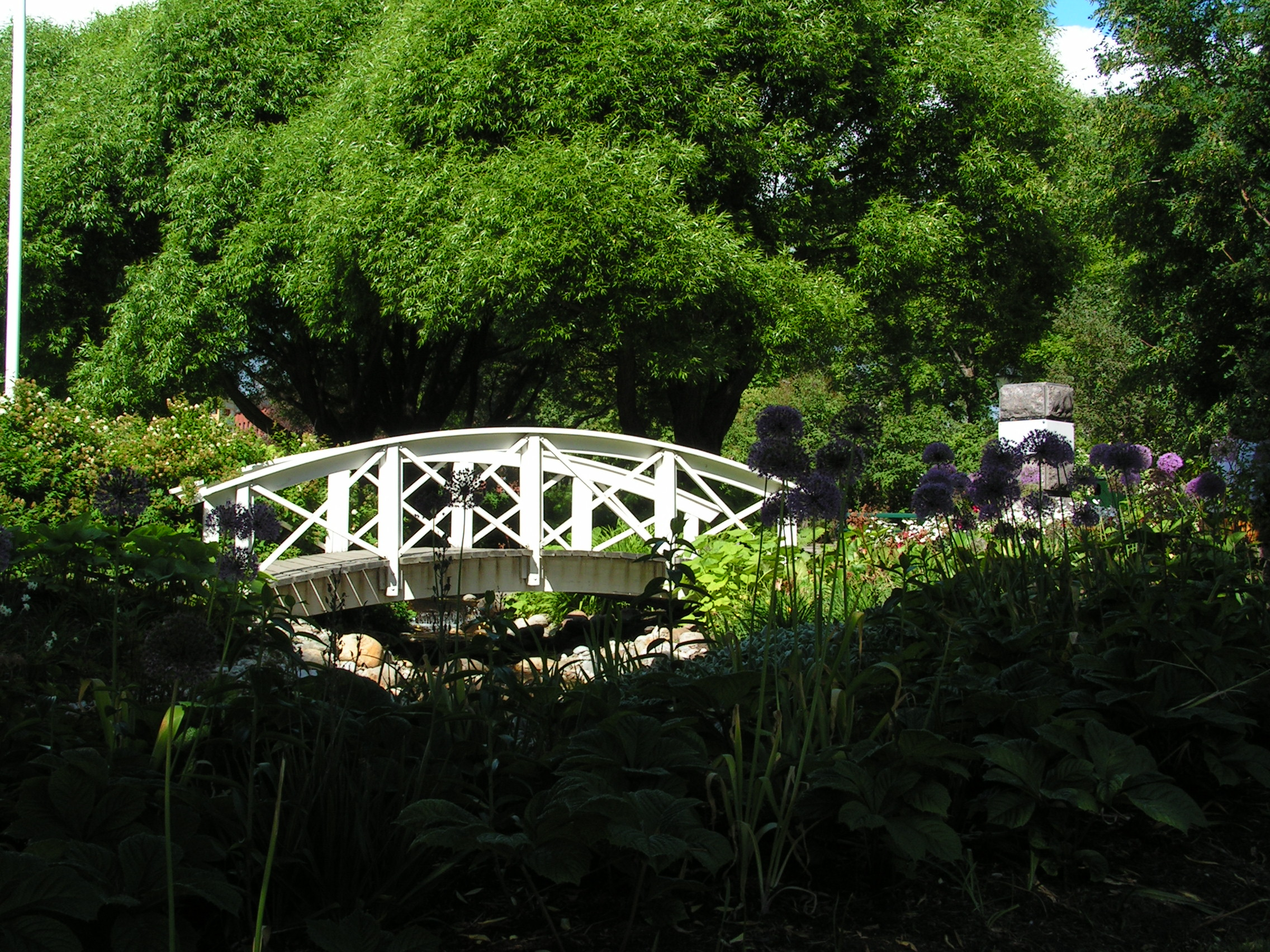
ونورچپارکن

ونورچپارکن (به سوئدی: Vänortsparken) یک پارک در مرکز شهر اومئو، سوئد است.
این پارک که در سال ۱۸۵۸ میلادی تأسیس شده در آتش‌سوزی ۱۸۸۸ میلادی نابود و دوباره بازسازی شده است، سپس در سال ۱۹۸۵ به شکل و نام کنونی در آمده است، در این پارک گونه‌های گیاهی همچون کاج سوئیسی، کاج کوهستانی، انگورفرنگی آلپی، زبان گنجشک و شاه‌بلوط هندی وجود دارد.